# Rosendale (Wisconsin)
Rosendale és una població dels Estats Units a l'estat de Wisconsin. Segons el cens del 2000 tenia 923 habitants.

## Demografia
Segons el cens del 2000, Rosendale tenia 923 habitants, 325 habitatges, i 261 famílies. La densitat de població era de 318,2 habitants per km².
Dels 325 habitatges en un 42,2% hi vivien nens de menys de 18 anys, en un 71,1% hi vivien parelles casades, en un 6,5% dones solteres, i en un 19,4% no eren unitats familiars. En el 13,8% dels habitatges hi vivien persones soles el 7,4% de les quals corresponia a persones de 65 anys o més que vivien soles. El nombre mitjà de persones vivint en cada habitatge era de 2,84 i el nombre mitjà de persones que vivien en cada família era de 3,15.
Per edats la població es repartia de la següent manera: un 29,4% tenia menys de 18 anys, un 9,1% entre 18 i 24, un 30,3% entre 25 i 44, un 22,5% de 45 a 60 i un 8,7% 65 anys o més.
L'edat mediana era de 34 anys. Per cada 100 dones de 18 o més anys hi havia 97,6 homes.
La renda mediana per habitatge era de 52.448 $ i la renda mediana per família de 57.083 $. Els homes tenien una renda mediana de 38.125 $ mentre que les dones 26.250 $. La renda per capita de la població era de 18.653 $. Aproximadament el 0,4% de les famílies i el 2,3% de la població estaven per davall del llindar de pobresa.

## Poblacions més properes
El següent diagrama mostra les poblacions més properes.